# Natation aux Jeux méditerranéens de 2018
Navigation
Édition précédente Édition suivante
Les épreuves de natation sportive des Jeux méditerranéens de 2018 se déroulent du 23 au 28 juin 2018 à Tarragone en Espagne. Trente-huit épreuves, dix-neuf pour les hommes et pour les femmes, ainsi que deux épreuves handisports sont organisées dans le Centre aquatique de Campclar.

## Résultats

### Hommes
| Épreuves               | Or                                                                                               | Argent                                                                                      | Bronze                                                                                    |
| ---------------------- | ------------------------------------------------------------------------------------------------ | ------------------------------------------------------------------------------------------- | ----------------------------------------------------------------------------------------- |
| Nage libre             |                                                                                                  |                                                                                             |                                                                                           |
| 50 m                   | Kristián Goloméev (GRE) 21 s 66                                                                  | Oussama Sahnoune (ALG) 21 s 96                                                              | Ali Khalafalla (EGY) 21 s 97                                                              |
| 100 m                  | Oussama Sahnoune (ALG) 48 s 00                                                                   | Alessandro Miressi (ITA) 48 s 56                                                            | Luca Dotto (ITA) 49 s 20                                                                  |
| 200 m                  | Velimir Stjepanović (SRB) 1 min 47 s 13                                                          | Filippo Megli (ITA) 1 min 48 s 02                                                           | Marwan el-Kamash (EGY) 1 min 48 s 12                                                      |
| 400 m                  | Gregorio Paltrinieri (ITA) 3 min 46 s 29                                                         | Domenico Acerenza (ITA) 3 min 47 s 50                                                       | Marwan el-Kamash (EGY) 3 min 47 s 51                                                      |
| 1 500 m                | Gregorio Paltrinieri (ITA) 14 min 46 s 25                                                        | Domenico Acerenza (ITA) 14 min 55 s 44                                                      | Joris Bouchaut (FRA) 15 min 8 s 70                                                        |
| Dos                    |                                                                                                  |                                                                                             |                                                                                           |
| 50 m                   | Simone Sabbioni (ITA) 25 s 11                                                                    | Niccolò Bonacchi (ITA) 25 s 21                                                              | Apóstolos Chrístou (GRE) 25 s 35                                                          |
| 100 m                  | Apóstolos Chrístou (GRE) 54 s 68                                                                 | Simone Sabbioni (ITA) Christopher Ciccarese (ITA) 54 s 77                                   | Non attribuée                                                                             |
| 200 m                  | Christopher Ciccarese (ITA) 1 min 58 s 79                                                        | Hugo González (ESP) 1 min 58 s 94                                                           | Apóstolos Chrístou (GRE) 2 min 0 s 37                                                     |
| Brasse                 |                                                                                                  |                                                                                             |                                                                                           |
| 50 m                   | Fabio Scozzoli (ITA) 27 s 25                                                                     | Čaba Silađi (SRB) 27 s 31                                                                   | Peter John Stevens (SVN) 27 s 32                                                          |
| 100 m                  | Fabio Scozzoli (ITA) 1 min 0 s 36                                                                | Čaba Silađi (SRB) 1 min 0 s 46                                                              | Berkay Öğretir (TUR) 1 min 0 s 95                                                         |
| 200 m                  | Luca Pizzini (ITA) 2 min 9 s 91                                                                  | Joan Ballester (ESP) 2 min 13 s 48                                                          | Alex Castejón (ESP) 2 min 13 s 91                                                         |
| Papillon               |                                                                                                  |                                                                                             |                                                                                           |
| 50 m                   | Kristián Goloméev (GRE) 23 s 53                                                                  | Abdelrahman el-Araby (EGY) 23 s 69                                                          | Piero Codia (ITA) 23 s 74                                                                 |
| 100 m                  | Piero Codia (ITA) 52 s 25                                                                        | Matteo Rivolta (ITA) 52 s 34                                                                | Ümit Can Güreş (TUR) 52 s 53                                                              |
| 200 m                  | Velimir Stjepanović (SRB) 1 min 56 s 93                                                          | Filippo Berlincioni (ITA) 1 min 58 s 01                                                     | Stefanos Dimitriadis (GRE) Andréas Vazaíos (GRE) 1 min 58 s 16                            |
| Quatre nages           |                                                                                                  |                                                                                             |                                                                                           |
| 200 m                  | Andréas Vazaíos (GRE) 1 min 59 s 40                                                              | Hugo González (ESP) 2 min 0 s 53                                                            | Alexis Santos (POR) 2 min 0 s 83                                                          |
| 400 m                  | Federico Turrini (ITA) 4 min 16 s 37                                                             | Joan Lluís Pons (ESP) 4 min 17 s 97                                                         | João Vital (POR) 4 min 18 s 76                                                            |
| Relais                 |                                                                                                  |                                                                                             |                                                                                           |
| 4 × 100 m nage libre   | Serbie Velimir Stjepanović Uroš Nikolić Andrej Barna Ivan Lenđer 3 min 15 s 76                   | Grèce Apóstolos Chrístou Andreas Vazaios Fotios Koliopoulos Kristian Golomeev 3 min 18 s 25 | Turquie Hüseyin Emre Sakçı İskender Baslakov Yalım Acımış Kemal Arda Gürdal 3 min 20 s 72 |
| 4 × 200 m nage libre   | Italie Matteo Ciampi Stefano Di Cola Filippo Megli Mattia Zuin 7 min 11 s 66                     | Serbie Velimir Stjepanović Aleksa Bobar Andrej Barna Uroš Nikolić 7 min 18 s 57             | Espagne Marc Sánchez Moritz Berg Hugo González Miguel Durán 7 min 20 s 41                 |
| 4 × 100 m quatre nages | Grèce Apóstolos Chrístou Ioannis Karpouzlis Stefanos Dimitriadis Kristián Goloméev 3 min 36 s 64 | Serbie Velimir Stjepanović Čaba Silađi Ivan Lenđer Aleksa Bobar 3 min 38 s 44               | Turquie Ege Başer Berkay Öğretir Ümit Can Güreş Kemal Arda Gürdal 3 min 39 s 38           |

### Femmes
| Épreuves               | Or                                                                                               | Argent                                                                       | Bronze                                                                                       |
| ---------------------- | ------------------------------------------------------------------------------------------------ | ---------------------------------------------------------------------------- | -------------------------------------------------------------------------------------------- |
| Nage libre             |                                                                                                  |                                                                              |                                                                                              |
| 50 m                   | Farida Osman (EGY) 24 s 83                                                                       | Lidón Muñoz (ESP) 25 s 20                                                    | Theodora Drakou (GRE) 25 s 31                                                                |
| 100 m                  | Erika Ferraioli (ITA) 54 s 91                                                                    | Lidón Muñoz (ESP) 55 s 28                                                    | Neža Klančar (SVN) 55 s 40                                                                   |
| 200 m                  | Marie Wattel (FRA) 1 min 59 s 12                                                                 | Melani Costa (ESP) 1 min 59 s 75                                             | Linda Caponi (ITA) 2 min 0 s 02                                                              |
| 400 m                  | Simona Quadarella (ITA) 4 min 5 s 68                                                             | Mireia Belmonte (ESP) 4 min 5 s 87                                           | Diana Durães (POR) 4 min 9 s 49                                                              |
| 800 m                  | Simona Quadarella (ITA) 8 min 21 s 44                                                            | Mireia Belmonte (ESP) 8 min 26 s 55                                          | Tjaša Oder (SVN) 8 min 28 s 91                                                               |
| Dos                    |                                                                                                  |                                                                              |                                                                                              |
| 50 m                   | Silvia Scalia (ITA) 28 s 33                                                                      | Duane Da Rocha (ESP) 28 s 57                                                 | Theodóra Drákou (GRE) 28 s 61                                                                |
| 100 m                  | Margherita Panziera (ITA) 1 min 0 s 74                                                           | Silvia Scalia (ITA) 1 min 0 s 99                                             | Ekaterina Avramova (TUR) 1 min 1 s 16                                                        |
| 200 m                  | Margherita Panziera (ITA) 2 min 8 s 08                                                           | África Zamorano (ESP) 2 min 11 s 75                                          | Ekaterina Avramova (TUR) 2 min 13 s 43                                                       |
| Brasse                 |                                                                                                  |                                                                              |                                                                                              |
| 50 m                   | Arianna Castiglioni (ITA) 31 s 07                                                                | Martina Carraro (ITA) 31 s 33                                                | Jessica Vall (ESP) 31 s 49                                                                   |
| 100 m                  | Jessica Vall (ESP) 1 min 7 s 19                                                                  | Marina García (ESP) 1 min 7 s 58                                             | Arianna Castiglioni (ITA) 1 min 7 s 85                                                       |
| 200 m                  | Jessica Vall (ESP) 2 min 25 s 22                                                                 | Marina García (ESP) 2 min 25 s 39                                            | Viktoriya Zeynep Güneş (TUR) 2 min 26 s 92                                                   |
| Papillon               |                                                                                                  |                                                                              |                                                                                              |
| 50 m                   | Farida Osman (EGY) 25 s 48                                                                       | Elena Di Liddo (ITA) 26 s 21                                                 | Marie Wattel (FRA) 26 s 48                                                                   |
| 100 m                  | Elena Di Liddo (ITA) 57 s 59                                                                     | Farida Osman (EGY) 58 s 51                                                   | Ánna Dountounáki (GRE) 58 s 72                                                               |
| 200 m                  | Mireia Belmonte (ESP) 2 min 7 s 80                                                               | Ana Catarina Monteiro (POR) 2 min 8 s 06                                     | Alessia Polieri (ITA) 2 min 8 s 46                                                           |
| Quatre nages           |                                                                                                  |                                                                              |                                                                                              |
| 200 m                  | Mireia Belmonte (ESP) 2 min 11 s 66                                                              | Viktoriya Zeynep Güneş (TUR) 2 min 13 s 19                                   | Anna Pirovano (ITA) 2 min 13 s 21                                                            |
| 400 m                  | Catalina Corró (ESP) 4 min 39 s 42                                                               | Anja Crevar (SRB) 4 min 40 s 62                                              | Carlotta Toni (ITA) 4 min 41 s 33                                                            |
| Relais                 |                                                                                                  |                                                                              |                                                                                              |
| 4 × 100 m nage libre   | Italie Laura Letrari Giada Galizi Erika Ferraioli Paola Biagioli 3 min 39 s 95                   | France Marie Wattel Léna Bousquin Alizée Morel Assia Touati 3 min 41 s 32    | Espagne Marta González Lidón Muñoz Marta Cano Melani Costa 3 min 41 s 88                     |
| 4 × 200 m nage libre   | Italie Laura Letrari Stefania Pirozzi Margherita Panziera Linda Caponi 8 min 2 s 63              | France Marie Wattel Alizée Morel Camille Gheorghiu Assia Touati 8 min 3 s 05 | Espagne Lidón Muñoz África Zamorano Melani Costa Marta Cano 8 min 4 s 63                     |
| 4 × 100 m quatre nages | Italie Margherita Panziera Arianna Castiglioni Elena Di Liddo Erika Ferraioli 3 min 58 s 27 (NR) | Espagne Marta González Duane Da Rocha Lidón Muñoz Jessica Vall 4 min 4 s 33  | Grèce Sofia Klikopoulou Theodóra Drákou Maria Thaleia Drasidou Ánna Dountounáki 4 min 8 s 22 |